# 26. nordlige breddekreds
Den 26. nordlige breddekreds (eller 26 grader nordlig bredde) er en breddekreds, der ligger 26 grader nord for ækvator. Den løber gennem Afrika, Asien, det Indiske Ocean, Stillehavet, Nordamerika og Atlanterhavet.